# Laguna Vista (Teksas)
Laguna Vista je gradić u američkoj saveznoj državi Teksas. Prema popisu stanovništva iz 2010. u njemu je živjelo 3.117 stanovnika.